# A doua șansă (Star Trek: Generația următoare)
„A doua șansă” (titlu original: „Second Chances”) este al 24-lea episod din al șaselea sezon al serialului TV american științifico-fantastic Star Trek: Generația următoare și al 150-lea episod în total. A avut premiera la 24 mai 1993.
Episodul a fost regizat de LeVar Burton după un scenariu de René Echevarria bazat pe o poveste de Michael A. Medlock.

## Prezentare
William Riker întâlnește o dublură a sa, creată de o defecțiune a teleportorului, care se află blocată pe o planetă. „Thomas” încearcă să câștige afecțiunea Deannei. 

## Actori ocazionali
- Mae Jemison - Lt. Palmer[2]